# Pooreotanais gari
Pooreotanais gari is een naaldkreeftjessoort uit de familie van de Mirandotanaidae. De wetenschappelijke naam van de soort is voor het eerst geldig gepubliceerd in 2009 door Blazewicz-Paszkowycz & Bamber.